# Альфонсо Бурбон-Сицилийский, граф ди Казерта
Альфонсо Бурбон-Сицилийский (28 марта 1841 — 26 мая 1934) — граф ди Казерта, третий сын Фердинанда II, короля Обеих Сицилий.

## Биография

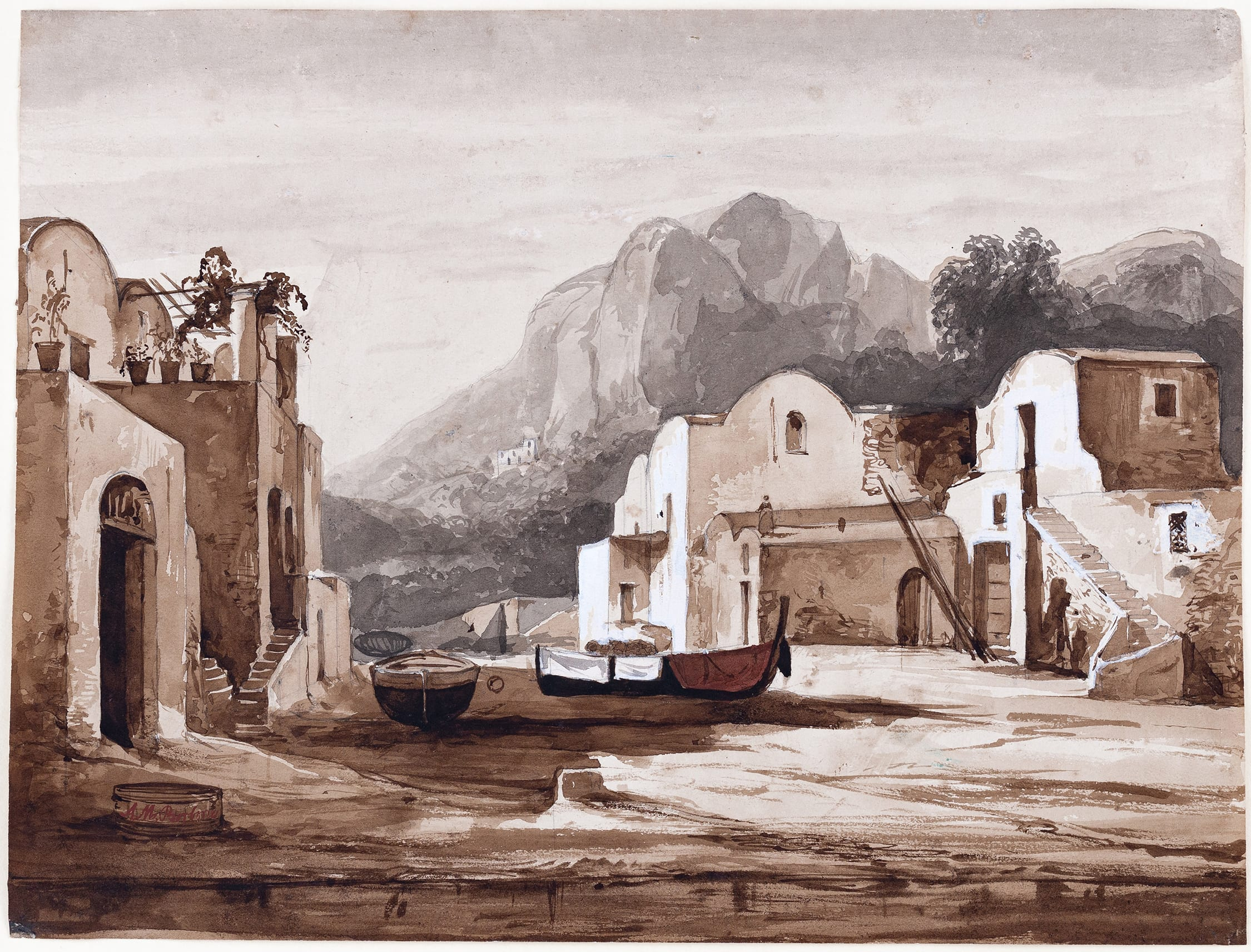
Картина Капри (примерно 1855), нарисованная Альфонсо совместно с Вианелли

Родился в городе Казерта 28 марта 1841 года.
Был наследником трона после своего старшего единокровного брата Франциска II, но на престол не вступил, так как королевство перестало существовать из-за действий Джузеппе Гарибальди.
Был художником под наставничеством Акилле Вианелли.
Умер в Каннах 26 мая 1934 года.

### Семья
- В 1868 году, 8 июня, Альфонсо женился на своей кузине Марии Антуанетте Бурбон-Сицилийской (1851—1938).
- Дети:
  - Фердинанд Пий (1869—1960), глава Дома с 1934 года, в браке с Марией Людвигой Терезией Баварской (1872—1954);
  - Карлос Танкред (1870—1949), в браке (1901) с Марией де лас Мерседес Испанской (1880—1904), затем (1907) с Луизой Орлеанской (1882—1958);
  - Франческо (1873—1876)
  - Мария Иммаколата (1874—1947), супруга (1906) принца Иоганна Георга Саксонского (1869—1938), детей не имели;
  - Мария Кристина (1877—1947), супруга (1900) эрцгерцога Петера Фердинанда Австрийского (1874—1948);
  - Мария ди Грация Пия (1878—1973), супруга (1908) принца Луиша Бразильского (1878—1920);
  - Мария Джузеппина (1880—1971)
  - Дженнаро (1882—1944), в браке (1922) (морганатический) с Беатриче Бордесса (1881—1963);
  - Ренье (Рейнаро) (1883—1973), герцог Бурбон-Сицилийский, глава Дома с 1960 года, в браке (1923) с Каролиной Замойской (1896—1968);
  - Филиппо (1885—1949), в браке (1916, разведены в 1925) с Марией Луизой Орлеанской, затем (1927) с Одеттой Лабори (1902—1968);
  - Франческо (1888—1914)
  - Габриэль (1897—1975), женат (1927) на княжне Маргарите Изабелле Чарторыйской (1902—1929), затем (1932) на Цецилии Любомирской (1907—2001).

## Награды
- Награждён российским орденом Святого Георгия 4 степени № 10204 — 21 февраля 1861 года.
- Также награждён орденами Святого Януария, Святого Фердинанда за Заслуги и другими наградами.